# D21 – Janečkova metoda
D21 – Janečkova metoda (zkráceně D21) je hlasovací metoda a volební systém použitelný jak v jednovítězových volbách, tak ve volbách s více vítězi, který voličům umožňuje udělit více hlasů, než kolik je vítězných možností nebo volených mandátů. Jedná se o kardinální metodu podobně jako je schvalovací hlasování. Metodu vyvinul český matematik Karel Janeček, původně pod názvem Demokracie 2.1.
Do širšího povědomí se D21 dostala v rámci projektu volební hry Prezident 21. Metoda dosud nebyla využita v politických volbách. Našla uplatnění v několika programech občanské participace, typicky v participativním hlasování měst a škol.

## Vývoj
Metoda D21 vznikla v roce 2013 jako reakce na korupci v českém politickém systému. Podle Indexu vnímání korupce organizace Transparency International se v roce 2013 většina českých občanů domnívala, že politická korupce je v zemi běžně rozšířená. V březnu 2011 Janeček založil Nadační fond proti korupci (NFPK), jehož cílem je odhalovat významné případy korupce. V souvislosti s tím se objevily návrhy, že český volební systém potřebuje revizi. První návrh D21 vznikl v roce 2012 (tehdy ještě pod názvem Demokracie 2.1), přičemž dalším vývojem a testováním metoda prošla v následujícím roce. Možnost hlasovat pro více kandidátů má podle Institutu H21, který se výzkumem volební metody D21 zabývá, přinést lepší vyjádření skutečných preferencí voliče a vyšší šanci na spokojenost s výsledky voleb. Podle autora metody Karla Janečka má efekt udílení více hlasů zvýšit šance na vítězství konsenzuálních kandidátů a oslabit šance populistů a extremistů.
V roce 2016 založil Janeček Institut H21, který původně působil pod názvem Institute for Democracy 21, s cílem propagovat užívání metody D21 a zkoumat ji ve srovnání s dalšími volebními metodami. Poznatky získané z výzkumných projektů Institutu H21 vedly k dalším úpravám metody. Tou zásadní bylo zachování metody jakožto systému založeném především na efektu více hlasů a zahrnutím minusových hlasů pouze ve specifických případech hlasování. Institut H21 metodu soustavně empiricky testuje v rámci průzkumů volebních preferencí a výsledky slouží také k identifikaci překryvů voličských preferencí mezi kandidáty a politickými uskupeními v České republice.

## Volební systém

### Podmínky hlasování
Volba probíhá metodou D21, pokud jsou dodrženy následující podmínky:
- Každý volič má vždy k dispozici více hlasů, než kolik je vítězných možností, o kterých se hlasuje

- Každý volič může odevzdat nejvýše jeden hlas pro kteréhokoli kandidáta

- Každý hlas má stejnou absolutní váhu; vyhrává kandidát (kandidáti), který (kteří) v součtu obdrží nejvíce hlasů

- Volič může, ale nemusí, použít všechny hlasy, které má k dispozici

Doplňkovým prvkem metody pro určité typy hlasování může být minusový hlas. Minusové hlasy mají stejnou absolutní hodnotu jako plusové hlasy (-1 vs. +1). V takovém případě mohou voliči udělit minusový hlas, pokud odevzdají alespoň dva plusové hlasy.

### Efekt více hlasů
Základním předpokladem D21 – Janečkovy metody je, že každý volič má vždy k dispozici více hlasů, než kolik je vítězných možností. Všechny hlasy mají stejnou váhu a volič je může, ale nemusí použít všechny. Pro každou z možností přitom lze hlasovat pouze jedním hlasem.
Metoda D21 se těmito zákonitostmi liší od jiných volebních systémů. Je založena na efektu více hlasů, což znamená, že voliči mohou udělit "plusový hlas" více kandidátům, než je mandátů, na rozdíl od limitovaného hlasování, kdy voliči mohou udělit méně hlasů, než je mandátů, a neomezeného hlasování, kdy voliči udělují tolik hlasů, kolik je mandátů. Všechny hlasy mají stejnou absolutní hodnotu a každý kandidát může od každého voliče získat pouze jeden hlas, čímž se metoda D21 zase liší od kumulovaného hlasování. 
Počet hlasů se odvíjí od počtu vítězných možností, tedy mandátů, a od počtu možností pro které je možno hlasovat, tedy kandidátů. V každé volbě tak počet hlasů definuje matematický algoritmus, který zohledňuje oba tyto faktory.
Následující tabulka znázorňuje doporučené počty hlasů:
| Počet vítězů | Počet kandidátů | Počet hlasů |
| ------------ | --------------- | ----------- |
| 1            | 2               | 1           |
| 1            | 3-6             | 2           |
| 1            | 7 a více        | 3           |
| 2            | 3               | 2           |
| 2            | 4-6             | 3           |
| 2            | 7 a více        | 4           |
| 3            | 4               | 3           |
| 3            | 5-6             | 4           |
| 3            | 7-11            | 5           |
| 3            | 12 a více       | 6           |
| 4            | 5               | 4           |
| 4            | 6-7             | 5           |
| 4            | 8-12            | 6           |
| 4            | 13 a více       | 7           |
| 5            | 6               | 5           |
| 5            | 7-8             | 6           |
| 5            | 9-13            | 7           |
| 5            | 14 a více       | 8           |

Příkladem budiž volby, ve kterých je třeba obsadit dva mandáty, o které se uchází šest kandidátů. Volič může odevzdat maximálně tři hlasy. Pokud by se jednalo o jednovítězové volby, tak při účasti šesti kandidátů by voliči mohli odevzdat až dva hlasy.

### Minusové hlasy
V určitých typech hlasování může metoda D21 obsahovat také hlas minusový. Minusové hlasy jsou však pouze doplňkovou možností metody a její základní přínos spočívá především v efektu více plusových hlasů. Pro udělení minusového hlasu je nutné rozdat alespoň dva plusové. Počet plusových a minusových hlasů se může měnit podle konkrétní volební situace. K modifikacím vždy dochází podle základního algoritmu. Hlavním cílem minusových hlasů při využití v politických volbách je oslabit polarizující kandidáty (např. extremisty, populisty či politiky zatížené korupční kauzou).

### Účinky metody
D21 je navržená tak, aby překonávala slabiny tradičních volebních metod jako je systém relativní většiny či dvoukolový systém při zachování jednoduchosti pro voliče a organizátora voleb.
Efekt více hlasů:
- Zvýhodňuje kandidáty, kteří jsou přijatelní pro co širší část voličů, a znevýhodňuje nejvíce polarizující osobnosti. To by v teorii mělo vést ke zvolení konsenzuálních kandidátů, kteří získají podporu napříč různými voličskými základnami.[16] Naopak šance na vítězství populistických a extremistických kandidátů by se tím měla snižovat.[17]

- Snižuje motivaci ke strategickému hlasování. Voliči mohou podpořit své skutečné preference bez obav z propadnutí hlasu, nejsou nuceni vybírat mezi svou upřímnou volbou a "menším zlem"; mohou totiž hlasovat pro obě možnosti. Zmírňuje se tak dopad tříštění hlasů. Snadnější má být i vstup nových konsenzuálních kandidátů do volebního klání, neboť postih za to, že se nejedná o již zavedeného kandidáta, je nižší.[6]

- Oslabuje negativní kampaň. Kandidáti musí oslovit nejen své primární voliče, ale také další část voličů, jejichž první volbou jsou jejich soupeři. Kandidát má být tímto demotivován k negativní kampani, jelikož jí by snižoval své šance na získání druhého a třetího hlasu od elektorátu svých protikandidátů.

## Modelový příklad
Představme si, že americký stát Tennessee pořádá volby s cílem vybrat hlavní město. Drtivá většina obyvatel je přitom koncentrovaná do čtyřech jeho měst, aglomerací. Všichni voliči si přejí mít hlavní město co nejblíže.
O titul hlavního města se ucházejí:
- Memphis, největší město státu, které je ale nejvíce vzdálené od ostatních (42 % voličů)
- Nashville, nachází se nejblíže středu Tennessee (26 % voličů)
- Chattanooga, leží na východě státu (15 % voličů)
- Knoxville, nachází se na jihovýchodě (17 % voličů)

Metodou D21 by občané mohli udělit až dva hlasy. Předpokládejme, že by vybírali vlastní město a jim druhé nejbližší město.  
| 42 % voličů (z okolí Memphisu)                      | 26 % voličů (z okolí Nashvillu)                     | 15 % voličů (z okolí Chattanoogy)                   | 17 % voličů (z okolí Knoxville)                     |
| --------------------------------------------------- | --------------------------------------------------- | --------------------------------------------------- | --------------------------------------------------- |
| 1. Memphis 2. Nashville 3. Chattanooga 4. Knoxville | 1. Nashville 2. Chattanooga 3. Knoxville 4. Memphis | 1. Chattanooga 2. Knoxville 3. Nashville 4. Memphis | 1. Knoxville 2. Chattanooga 3. Nashville 4. Memphis |

Po sečtení hlasů by výsledky vypadaly takto:
- Memphis: 42 hlasů (42 hlasů z Memphisu, 0 z Nashvillu, 0 z Chattanoogy, 0 z Knoxville)
- Nashville: 68 hlasů (42 hlasů z Memphisu, 26 z Nashvillu, 0 z Chattanoogy, 0 z Knoxville)
- Chattanooga: 58 hlasů (0 hlasů z Memphisu, 26 z Nashvillu, 15 z Chattanoogy, 17 z Knoxville)
- Knoxville: 32 hlasů (0 hlasů z Memphisu, 0 z Nashvillu, 15 z Chattanoogy, 17 z Knoxville)

Vítězí Nashville.
V běžném systému relativní většiny, kdy mají voliči k dispozici jeden hlas, by zvítězil Memphis. 42 % obyvatel státu z okolí města Memphis by bylo velmi spokojených. 58 % voličů by však bylo s výsledky nespokojeno, protože Memphis pro ně byl až poslední, čtvrtou, preferencí.
V hlasování metodou D21, v tomto případě dvěma hlasy, by zvítězil Nashville. 26 % obyvatel státu z okolí města Nashville by bylo velmi spokojených. Oproti jednohlasové metodě by se ale minimalizoval počet velmi nespokojených voličů. Nashville totiž nebyl poslední, čtvrtou, preferencí pro nikoho.

## Využití v praxi

### Politické volby
Návrh na zavedení D21 ve dvoukolových volebních obvodech byl předložen české vládě, ale byl zamítnut. Dosud tedy metoda nebyla využita při rozhodování v žádných významných parlamentních volbách v České republice ani jinde.

### Prezident 21
V období prosinec 2016 až leden 2018 probíhala veřejná internetová volební hra Prezident 21 založená na metodě D21. Iniciativa měla za cíl zvýšit zájem občanů o probíhající přímou volbu prezidenta České republiky 2018, kdy účastníci v režimu hry navrhovali do úřadu hlavy státu vlastní kandidáty, a poté o vítězi neformálně hlasovali právě s využitím metody D21. Uživatelé mohli udělit až tři plusové hlasy a maximálně jeden minusový. Hry se zúčastnilo více než 320 tisíc lidí.

### Participativní rozpočtování
V roce 2015 byla metoda využita v pilotních programech hlasování o participativním rozpočtu v portugalském Cascais.
V současnosti metodu D21 využívá k občanské participaci řada měst, obcí, ale i škol. Podle údajů organizace Decision 21, jejíž online platforma se k hlasování metodou využívá, již proběhlo přes 800 hlasování v českých i slovenských městech a školách. Poprvé našla uplatnění v Říčanech v březnu 2015 s cílem otestovat nový způsob rozhodování o penězích z městského rozpočtu. Metoda D21 byla vybrána s cílem motivovat občany k většímu zájmu o své okolí, ve kterém žijí. Způsob hlasování měl být dostatečně jednoduchý a atraktivní, aby občany aktivizoval k tomu se zapojit. O vítězných projektech se hlasovalo přes internet a město od roku 2015 projekt několikrát zopakovalo. Prostřednictvím platformy Decision 21 se rovněž realizuje participativní rozpočtování v americkém New Yorku.

### Český slavík 21
V roce 2021 byla metoda D21 využita k výběru vítězů v populární anketě Český slavík 21. Hlasující mohli svým interpretům populární hudby udělovat až pět hlasů stejné váhy, přičemž každý interpret mohl obdržet maximálně jeden hlas. V anketě zároveň nebylo užito minusových hlasů, jelikož nejsou v populárních anketách zásadním přínosem.